# Taxa de câmbio
A taxa de câmbio é uma relação entre moedas de dois países que resulta no preço de uma delas medido em relação à outra. Mas, além de expressar quantitativamente a condição de troca entre duas moedas, a taxa de câmbio expressa as relações de troca entre dois países. O câmbio é uma das variáveis macroeconômicas mais importantes, sobretudo para as relações comerciais e financeiras de um país com o conjunto dos demais países.
A taxa de câmbio é definida de forma direta quando exprime o preço de  uma unidade de moeda estrangeira em moeda nacional - ou seja, exprime a quantidade de moeda nacional necessária para comprar uma unidade de  moeda  estrangeira. Por exemplo, a taxa de câmbio USD/EUR está definida de forma directa para os habitantes da Zona Euro.
Dado que a taxa de câmbio é um preço (ainda que seja o preço de um bem sui generis: a moeda), esse preço é diferente na compra e na venda. Assim, a taxa de câmbio para venda é o preço que o banco (ou outro agente autorizado a operar pelo Banco Central) cobra, em moeda nacional, ao vender moeda estrangeira (a um importador, por exemplo). Já a taxa de compra é o preço, em moeda nacional, que o banco paga pela moeda estrangeira que lhe é ofertada (exemplo, por um exportador,).

## Divisas
Divisas são as moedas estrangeiras conversíveis e também as letras, cheques, ordens de pagamento etc. emitidos nessas moedas. Trata-se, geralmente, de moedas "fortes", ou seja, emitidas por países de economia forte, como os Estados Unidos ou a União Europeia. O Fundo Monetário Internacional possui a sua própria divisa - chamada Direito Especial de Saque (DES).
As moedas, do ponto de vista estritamente cambial, são classificadas em conversíveis (que são as divisas), inconversíveis (tais como as moedas dos países sul-americanos) e escriturais ou de convênio (usadas entre países de moedas inconversíveis ou sem reservas internacionais, tendo, geralmente, como valor de referência, o dólar dos Estados Unidos, chamado, nesse caso, "dólar-convênio").

## Política cambial e mercado de câmbio
Política cambial é o conjunto de medidas e ações do governo que influem no comportamento do mercado de câmbio e da taxa de câmbio.
Mercado de câmbio é o ambiente (físico ou virtual, pois as trocas de moeda podem ser feitas também por meio eletrônico, sem a presença física dos participantes) onde se realizam as operações de câmbio entre os agentes autorizados pelo Banco Central (bancos, corretoras, distribuidoras e instituições de pagamento)  e entre esses e seus clientes.

### Regimes cambiais
Existe uma variedade bastante ampla de arranjos de câmbio adotados pelos países ao longo da história. Todos esses arranjos podem ser agrupados em dois regimes  básicos: 
- câmbio fixo
- câmbio flutuante

No caso do câmbio fixo, a taxa de câmbio é definida pelas autoridades monetárias nacionais. No câmbio flutuante, a taxa de câmbio é formada no mercado cambial, através dos movimentos de oferta e demanda por ativos em moeda estrangeira.
Fixos: valor de divisas pré-fixado pelo Banco Central por tempo indeterminado. Essa medida geralmente é irrealista e só possui chance de funcionar em países sem inflação. Há um tipo de fixação conhecida em inglês como dirty-floating na qual não há pré-fixações mas intervenções sem mostrar ao mercado as metas cambiais da autoridade cambial. As autoridades brasileiras tentaram durante muitos anos, a partir de 1968, o sistema de minidesvalorização cambial (Crawling peg), tentando frear a especulação no mercado de câmbio em função da aceleração da inflação que duraria até a década de 1990. A fixação usa indicadores de desvalorização cambial tais como o Índice Geral de Preços (IGP, Brasil) ou o Wholesale Price Index (Estados Unidos) para estabelecer os valores da taxa de câmbio. Outro indicador observado informalmente durante muitos anos no Brasil foi o do chamado mercado paralelo (black).
Flexíveis ou Flutuantes: quando seu valor é determinado no mercado de divisas através de interação das forças de oferta e demanda. É chamado de "Câmbio Livre" ou clean floating quando há plena liberdade de variação da taxa de câmbio, determinada pelas forças de mercado. Há países que adotam ou adotaram a flutuação por faixas, um tipo de câmbio administrado (managed floating), quando a flutuação é livre dentro de uma faixa de valores (crawling band) estabelecida. A adoção desse sistema entre países que comercializam entre si visa a impedir o overshooting-effect, aceleração da flutuação cambial para beneficiar exportações em detrimento das de outros países.
Flutuação é a variação do valor da taxa de câmbio no mercado: alterar-se-á à medida em que haja mudança noutras variáveis que influenciam a demanda e a oferta de divisas.
A demanda por divisas é afetada, além da taxa de câmbio, pelas seguintes variáveis:
(1) Nível do Produto Interno (Y) - é de se esperar que, quanto maior Y, maior será a demanda por importações do País e, portanto, a demanda por moeda estrangeira;
(2) Nível geral de Preços Interno (Pi) e Externo (Pe) - coeteris paribus, caso Pi aumente, o preço real das importações em moeda nacional diminuirá e, portanto, as importações e a demanda por divisas serão incentivadas; caso Pe aumente, o preço real das das importações em moeda nacional se elevará e, portanto, as importações e a demanda por divisas serão desestimuladas;
(3) Taxas de Juros Interna (Ii) e Externa (Ie) - coeteris paribus, caso Ii se eleve, haverá um incentivo à entrada líquida de capitais no País, pois ela se tornou mais atrativa que a externa, logo a oferta de divisas no país aumenta, com uma demanda constante; caso contrário, se Ie aumentar, ocorrerá um estímulo à saída líquida de capitais para o exterior, já que ela está mais alta que a interna, logo a oferta de divisas diminui, com uma demanda constante;

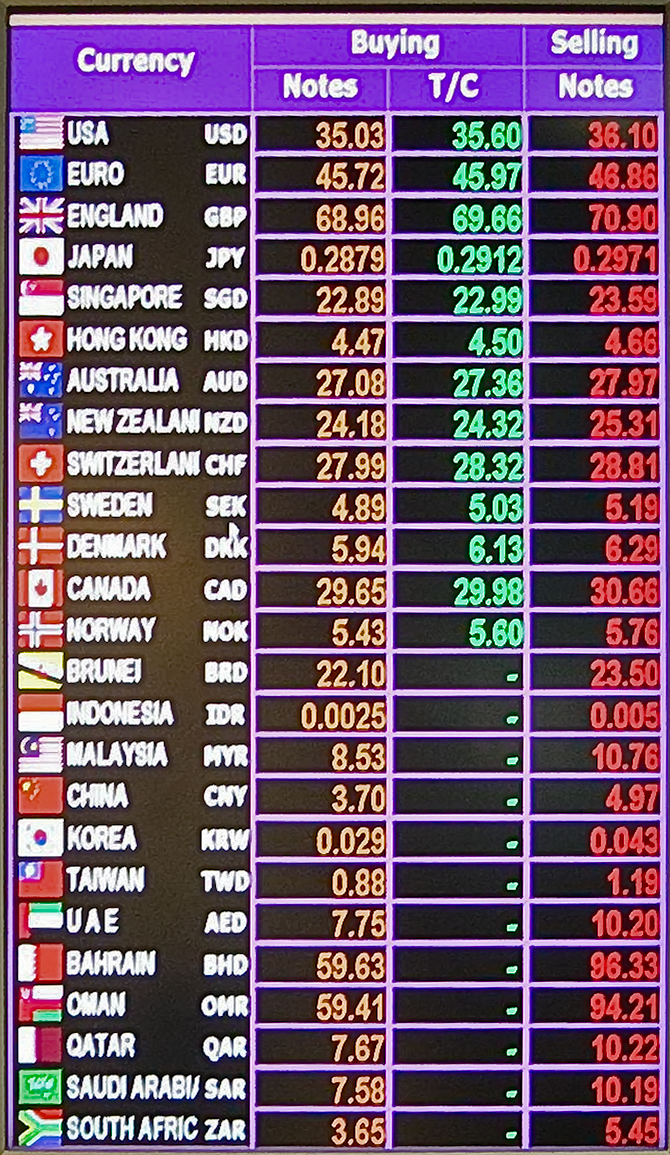
Taxas de câmbio em exibição no Aeroporto Internacional de Suvarnabhumi

(4) Produto Interno Bruto (PIB).